# Sphyrotheca
Genre
Sphyrotheca est un genre de collemboles de la famille des Sminthuridae.

## Liste des espèces
Selon Checklist of the Collembola of the World (version du 19 août 2019) :
- Sphyrotheca (Sphyrotheca) Börner, 1906
  - Sphyrotheca africana (von Dalla Torre, 1895)
  - Sphyrotheca aleta Wray, 1953
  - Sphyrotheca bernardi Delamare Deboutteville, 1953
  - Sphyrotheca caputalba Bretfeld, 2002
  - Sphyrotheca coeruleocapitata Bretfeld, 2002
  - Sphyrotheca dawydoffi (Denis, 1948)
  - Sphyrotheca gangetica Yosii, 1966
  - Sphyrotheca gisini Delamare Deboutteville & Massoud, 1964
  - Sphyrotheca karlarum Palacios-Vargas, Vázquez & Cuéllar, 2003
  - Sphyrotheca koreana Betsch & Weiner 2009
  - Sphyrotheca madagascariensis Betsch, 1974
  - Sphyrotheca magnificata (Salmon, 1951)
  - Sphyrotheca minnesotensis (Guthrie, 1903)
  - Sphyrotheca multifasciata (Reuter, 1881)
  - Sphyrotheca nani Christiansen & Bellinger, 1992
  - Sphyrotheca nanjingensis Chen & Wu, 1999
  - Sphyrotheca ozeiana Bretfeld, 2000
  - Sphyrotheca peteri Palacios-Vargas, Vázquez & Cuéllar, 2003
  - Sphyrotheca schalleri Delamare Deboutteville & Massoud, 1964
  - Sphyrotheca sinensis Bretfeld, 2000
  - Sphyrotheca spinimucronata Itoh & Zhao, 1993
  - Sphyrotheca subfusca (Salmon, 1951)
  - Sphyrotheca watanabei Itoh & Yin, 2002
- Sphyrotheca (Archifurca) Richards, 1998
  - Sphyrotheca confusa Snider, 1978

## Publications originales
- Börner, 1906 : Das System der Collembolen nebst Beschreibung neuer Collembolen des Hamburger Naturhistorischen Museums. Mitteilungen aus dem Naturhistorischen Museum in Hamburg, vol. 23, p. 147-188 (texte intégral).
- Christiansen & Bellinger, 1998 : The Collembola of North America north of the Rio Grande. A taxonomic analysis. Grinnell College, Grinnell, Iowa, p. 1-1520.